# Janek i Marzenka
Janek i Marzenka (cz. Pohádka o Honzíkovi a Mařence) – czechosłowacki film animowany z 1980 roku w reżyserii Karela Zemana.
Był to ostatni film tego twórcy. Film został zrealizowany techniką animacji wycinkowej.
Obraz otrzymał nagrody we Włoszech i w Portugalii.

## Fabuła
Mały rycerz Janek wybiera się w świat będąc chroniony przez trójkę skrzatów. Zakochuje się w wile Marzence. Jednak by ją zdobyć, musi pokonać wiele przeszkód.

## Obsada głosowa
- Antonín Procházka – Janek
- Naďa Konvalinková – wiła Marzenka - mówiący głos
- Helena Vondráčková – wiła Marzenka - śpiew
- František Filipovský – skrzat diabełek
- Jaroslav Moučka – rycerz Maciej Baran z Baranowa
- Otakar Brousek starszy – narrator[1][2]